# السبوح (أسماء الله الحسنى)
السُّبُّوحُ هو من أسماء الله الحسنى ، ومعناه : الذي تنزه عن كل شيء لا ينبغي له، فهو المنزه عن المعائب والصفات التي تعتري المحدثين من ناحية الحدوث ، المعبود بالتَسْبِيحْ، والذي وَجَبَ التسبيح لَهْ، والذي يسبحه ويقدسه وينزهه كل من في السماوات والأرض ، ويعني أيضا من يُقَدَّسُ ويُعَظَّمْ.

## في القرآن الكريم
لم يذكر الاسم بصيغة السبوح في القرآن الكريم، إنما ورد فعله يسبح و سبح ، في العديد من الآيات، وسميت بعض السور بالمسبحات لأنها تبدأ فعل التسبيح وهي:
1. سورة الحديد
2. سورة الحشر
3. سورة الصف
4. سورة الجمعة
5. سورة التغابن
6. وقيل و سورة الأعلى

## في السنة النبوية
ورد في الحديث أن النبي كان يدعو به فعن عائشة : 
| السبوح (أسماء الله الحسنى) | أن النبي ﷺ كَانَ يَقُولُ: فِي رُكُوعِهِ وَسُجُودِهِ: سُبُّوحٌ قُدُّوسٌ، رَبُّ الْمَلَائِكَةِ وَالرُّوحِ | السبوح (أسماء الله الحسنى) |

## الأقوال في معناه
- قال أبو إسحاق الزجاج: «السبوح الذي ينزه عن كل سوء[5]»
- قال ابن فارس والزبيدي وغيرهما: «سبوح هو الله - عز وجل – فالمراد بالسبوح القدوس: المسبح المقدس، فكأنه قال: مسبح مقدس رب الملائكة والروح، ومعنى سبوح: المبرأ من النقائص والشريك، وكل ما لا يليق بالإلهية[6]»
- قال ابن القيم : «السبوح: هو الذي يسبحه، ويقدسه، وينزهه كل من في السماوات والأرض، كما قال تبارك وتعالى: ﴿يُسَبِّحُ لِلَّهِ مَا فِي السَّمَاوَاتِ وَمَا فِي الْأَرْضِ الْمَلِكِ الْقُدُّوسِ الْعَزِيزِ الْحَكِيمِ ۝١﴾ سورة الجمعة:1، ويقول سبحانه: ﴿تُسَبِّحُ لَهُ السَّمَاوَاتُ السَّبْعُ وَالْأَرْضُ وَمَنْ فِيهِنَّ وَإِنْ مِنْ شَيْءٍ إِلَّا يُسَبِّحُ بِحَمْدِهِ وَلَكِنْ لَا تَفْقَهُونَ تَسْبِيحَهُمْ إِنَّهُ كَانَ حَلِيمًا غَفُورًا ۝٤٤﴾ سورة الإسراء:44[7]»
- قال أبو منصور الأزهري «سبحان- في اللغة تنزيه الله عز وجل عن السوء ، قلت: وهذا قول سيبويه فقال: سبحت الله تسبيحاً وسبحاناً بمعنى واحد فالمصدر تسبيح، والاسم سبحانه يقوم مقام المصدر. قال سيبويه: وقال أبو الخطاب الكبير: سبحان الله كقولك: براءة الله من السوء، كأنه قال: أبرئ الله من السوء، قلت: ومعنى تنزيه الله من السوء: تبعيده منه وكذلك تسبيحه: تبعيده من قولك: سبحت في الأرض. إذا أبعدت فيها ،وجماع معناه بعده – تبارك وتعالى – عن أن يكون له مثل أو شريك أو ضد أو ند[8]»
- وذكر النووي في معنى «سُبُّوحٌ قُدُّوسٌ رَبُّ المَلاَئِكَةِ وَالرُّوحِ»:[9] «سبوح: المُبَرَّأ من النقائص والشريك، وكل ما لا يليق بالإلهية، قدوس: المُطهر من كل ما لا يليق بالخالق.»